# 青島矢一
青島 矢一（あおしま やいち、1965年2月11日 - ）は、日本の経営学者。専門は、経営戦略論・技術経営（MOT）・新製品開発組織。一橋大学大学院経営管理研究科教授。一橋大学イノベーション研究センター長。組織学会会長。日経・経済図書文化賞、イノベーション学会学会賞受賞。

## 略歴
- 1965年 静岡県静岡市生まれ[2]
- 1983年 静岡県立静岡高等学校卒業[2]
- 1987年 一橋大学商学部卒業（榊原清則ゼミ）[3][4][2]
- 1989年 一橋大学大学院商学研究科修士課程修了[3]
- 1996年 マサチューセッツ工科大学（MIT）スローン経営大学院Ph.D.（経営学博士）取得[3]
- 1996年 一橋大学商学部附属産業経営研究施設専任講師[2]
- 1997年 一橋大学イノベーション研究センター専任講師[2]
- 1999年 同助教授[5]
- 2007年 同准教授[5]
- 2012年 同教授[5]
- 2014年 国立大学法人一橋大学役員補佐[3]、内閣府総合科学技術・イノベーション会議基本計画専門調査会専門委員[5]
- 2015年 新日鉄住金ソリューションズ株式会社取締役[5][6][7]
- 2016年 Techpoint, Inc. 取締役[5]
- 2018年 一橋大学イノベーション研究センター長[5]、一橋大学大学院経営管理研究科経営管理専攻教授[3]
- 2023年 特定非営利活動法人組織学会会長[8]、株式会社ヒューマンテクノロジーズ取締役[5]

## 学会活動
- 研究・技術計画学会編集理事[9]

## 社会的活動
- 内閣府総合科学技術・イノベーション会議基本計画専門調査会委員[10]
- 内閣府総合科学技術・イノベーション会議地域資源戦略協議会委員[11]

## 著作
- 『競争戦略論 一橋ビジネスレビューブックス 』（加藤俊彦と共著）、東洋経済新報社、2003年
- 『企業の錯誤/教育の迷走』（編）東信堂、2008年
- 『ビジネス・アーキテクチャ：製品・組織・プロセスの戦略的設計』（藤本隆宏,武石彰と共編著）、有斐閣、2001年
- 『メイド・イン・ジャパンは終わるのか』（武石彰と共著）、東洋経済新報社、2010年
- 『イノベーションの理由』（武石彰,軽部大と共著）、有斐閣、2012年、第55回日経・経済図書文化賞受賞
- 『日本のものづくりの底力』（藤本隆宏,新宅純二郎と共編著）、東洋経済新報社、2015年